# The Daily News
The Daily News var en liberal brittisk tidning, grundad 1846 och utgiven i London.
Tidningen grundades av Charles Dickens, som var dess förste redaktör. Redan efter några veckor efterträddes han av John Forster. The Daily News verkade från sitt grundande oavbrutet i liberal anda, och hade mycket stort inflytande som ledare av de liberala opinionen i Storbritannien. Bland annat förde den Nordstaternas talan under nordamerikanska inbördeskriget och stödde det italienska frihetskriget samt bulgarernas och armeniernas frihetskamp. Efter att i februari 1928 ha köpt upp den liberala Westminster gazette slog tidningen i maj 1930 samman med Daily Chronicle till Daily News Chronicle.